# Jonction triple de Mendocino
 (février 2023).
Si vous disposez d'ouvrages ou d'articles de référence ou si vous connaissez des sites web de qualité traitant du thème abordé ici, merci de compléter l'article en donnant les références utiles à sa vérifiabilité et en les liant à la section « Notes et références ».

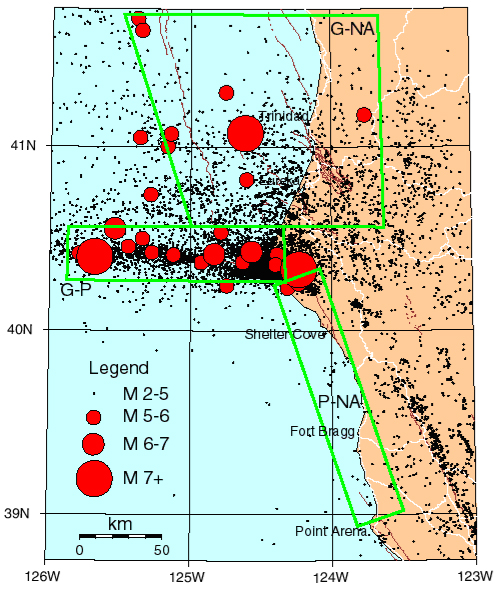
Sismicité dans la zone de la jonction triple de Mendocino.

La jonction triple de Mendocino est une jonction triple située dans l'océan Pacifique.
Elle est centrée au large du cap Mendocino, dans le nord de la Californie, et est formée par les plaques Gorda, nord-américaine et pacifique, à la jonction de la faille de San Andreas, de la faille de Mendocino et de la zone subduction de Cascadia.